# Бял национализъм
Белия национализъм е политическа идеология, която се застъпва за расово определение на националната идентичност за бели хора, противопоставя се на мултикултуриализма. Според Самуел Франсис (бял писател националист), това е „движение, което отхвърля равенство като идеал, и настоява на една от вечните основи на човешката природа предава по наследство“.

## История
Терминът за първи път се появява при възникването на определението „бели хора“ в САЩ, впоследствие на техните убеждения[ неясно? ]. Филмът „Раждането на една нация“ от 1915 година е ясно подчертава смисъла на термина[ неясно? ].В началото на 60-те години на 20 век белият национализъм в САЩ се засилва. Понятието „Бяла мощ“ е националистически политически лозунг на белите, и име за свързано с тяхната идеология, той е измислен от Американската нацистка партия, от Джордж Рокуел, който използва думата на дебат със Стоукли Кармайкъл от Черните пантери.
Пример за бял национализъм е политиката на Австралия до 1975 година, която полу-официално се използва термина „Бяла Австралия“.
Белият национализъм е подкрепян и от Националната партия, управлявала ЮАР в периода от 1948 до 1994 година.